# غوشناطية عنقودية
غوشناطية عنقودية (الاسم العلمي:Gochnatia paniculata) هي نوع من النباتات تتبع جنس الغوشناطية من الفصيلة النجمية.